# José Rujano
José Rujano (Santa Cruz de Mora, Mérida, 18 de febrero de 1982) es un ciclista venezolano. Está considerado como el mejor ciclista del país en la historia.
Debido a sus condiciones físicas (baja estatura: 1,62 m, y peso reducido: 48 kg), se caracterizó principalmente por ser un escalador. Es el ciclista más ganador en la historia de la Vuelta al Táchira con 4 veces (2004, 2005, 2010 y 2015), además de un título en la Vuelta a Venezuela (2009).
Su principal logro como ciclista profesional ha sido el tercer puesto en el Giro de Italia 2005, donde también ganó la clasificación de la montaña, de la combatividad y una etapa en la carrera italiana, logros inéditos en la historia del ciclismo venezolano. En la edición 2011 del Giro ganó la etapa 13 de alta montaña. También se destaca a nivel internacional el título de la Vuelta a Colombia 2009, logro importante tomando en cuenta que Colombia es la potencia latinoamericana del ciclismo, y una de las potencias mundiales de este.

## Biografía
Nacido en Santa Cruz de Mora y de origen humilde, Rujano en su adolescencia trabajaba en plantaciones de café. Por ese entonces, Leonardo Sierra ciclista nacido en la misma ciudad y que estaba corriendo en Europa, era el espejo de Rujano y este comenzó a practicar ciclismo.
En una ciudad rodeada de montañas de 3000 m, Rujano se convirtió en un escalador nato, incluso en varias ocasiones ascendía al Pico El Águila, una montaña de más de 4000 m. Siguiendo a Sierra por televisión, descubrió a quién luego fue su ídolo, el escalador italiano Marco Pantani, incluso años después llegó a raparse el cabello emulando al "pirata".

### 2003-2006: 1.ª era con Gianni Savio
Leonardo Sierra, quien corrió a las órdenes de Gianni Savio en el ZG Mobili, fue quien recomendó a Rujano al mánager italiano. Savio lo vio competir en la Vuelta al Táchira y lo contrató para el año 2003 en el equipo Colombia-Selle Italia como se llamaba en ese momento. En febrero de 2005 hizo podio en el Tour de Langkawi (2.º). En mayo, disputó el Giro de Italia y tras ser 3.º en dos etapas (13.ª y 14.ª) y 2.º en la 17.ª, obtuvo la 19.ª en el Sestriere. Con esos resultados alcanzó podio en su primer Giro siendo 3.º por detrás de Paolo Savoldelli y Gilberto Simoni
En 2006, Rujano comenzó a tener desencuentros con el mánager Gianni Savio, ya que firmó por el Quick Step-Innergetic, pero con una cláusula en el contrato en el que correría en el Selle-Italia hasta la finalización del Giro de Italia y luego pasaría al equipo belga. Las controversias aumentaron al no presentarse en el Gran Premio Chiasso y en el Gran Premio de Lugano por discrepancias con el salario pero finalmente el problema se resolvió y Rujano corrió para el equipo el Giro de Italia 2006. 
Durante la 13.ª etapa y en plena ascensión al Colle San Carlo, Rujano saltó del grupo de favoritos y luego de ser absorbido, abandonó a 3 kilómetros para la llegada. "Estoy sorprendido. Apenas he hablado con él y lo único que me ha dicho es que desde el principio no iba bien y que su ataque en el alto era para comprobar si estaba en condiciones o no, de seguir en carrera. No entiendo nada", declaró Gianni Savio. La relación entre ambos terminó quebrándose ya que para Savio, fue un abandono inexplicable, dejándolo libre para que marchara al Quick Step.
Ya en el Quick Step corrió el Tour de Francia abandonando en la 17.ª etapa y en el resto de la temporada las expectativas del equipo belga no fueron plasmadas por Rujano y decidieron no renovar con el venezolano.

### 2007: Temporada perdida en el Unibet
En 2007 fichó por dos años con el equipo Unibet.com, formación que aspiraba a ascender a la categoría ProTour y donde se aseguraba que Rujano sería el líder en el Giro y el Tour. La temporada para el venezolano no fue la que esperaba ya que se perdió parte de ella tras una caída en abril, mientras disputaba la Amstel Gold Race y fracturarse la clavícula y varias costillas. Además, ASO, organizador del Tour de Francia rechazó la participación del equipo en la ronda gala a pesar de contar con licencia ProTour, por disposiciones de las leyes francesas que no permiten propaganda de casas de apuestas con las excepciones de Française des Jeux y PMU. La unificación de criterios entre los demás organizadores dejaron al Unibet.com sin las grandes carreras y a Rujano sin poder participar de ninguna de ellas y a finales de año el equipo desapareció.

### 2008: Sin brillo en el Caisse d'Epargne
En 2008 firmó contrato por un año con el equipo español Caisse d'Epargne y fue uno de los líderes del equipo en el Giro de Italia junto a "Purito" Rodríguez. Tuvo algunos destellos como un 4.º puesto en Alpe di Pampeago y 6.º en Plan de Corones pero finalizó 49.º y no fue suficiente para renovar contrato con el equipo de Eusebio Unzué.

### 2009-2010: Amateur y nuevo fracaso en el ISD-Neri
En 2009, regresó a Venezuela tras reclasificarse como amateur en el equipo Gobernación del Zulia, se coronó campeón de la Vuelta a Colombia 2009 y de la Vuelta a Venezuela 2009. Ganó por 3.ª vez la Vuelta al Táchira en 2010 con su equipo amateur pero ya con contrato para esa temporada de su nuevo equipo profesional, el ISD-Neri. En febrero ganó el Tour de Langkawi, y luego Rujano sufrió otro revés tras no ser invitado su equipo al Giro de Italia. Volvió al Gobernación del Zulia y en agosto reforzó al equipo colombiano Lotería de Boyacá, con el que finalizó 3.º en la Vuelta a Colombia.

### 2011-2012: 2.ª era con Savio
Tras gestiones de Hernán Alemán (entrenador y apoderado de Rujano), regresó en 2011 a las órdenes de Gianni Savio, quien decidió darle una segunda oportunidad, con un contrato por 2 temporadas en el Androni Giocattoli. El acuerdo permitía a Rujano volver a Venezuela a correr por el Gobernación del Zulia, la vuelta de su país.
En la temporada 2011 y durante la preparación para el Giro de Italia, tuvo buenas actuaciones siendo 5.º en el Giro de los Apeninos y 8.º en el Giro del Trentino.
En el Giro no comenzó con buen pie (perdió más de 5 minutos en la 5.ª etapa), pero se rehízo en la 9.ª, que finalizaba ascendiendo al Etna. Allí fue el único que pudo aguantar los ataques de Alberto Contador y rodó detrás de él los últimos kilómetros hasta que perdió contacto tras un nuevo ataque del pinteño a 1,5 km para la meta. De igual forma finalizó 2.º y a solo 3 segundos de Contador. En la 13.ª otra vez fue el que sobrevivió a los ataques de Contador en el Grossglockner y ambos llegaron juntos a la meta. A diferencia de la etapa del Etna, Rujano dio relevos ayudándole a sacar diferencias y Contador permitió que el venezolano ganara la etapa. Buenas actuaciones en la cronoescalada de Nevegal (4.º) y en la penúltima etapa en Sestriere (2.º) lo llevaron a finalizar el Giro en la 7.ª posición. Meses después, la sanción a Alberto Contador hizo que Rujano ascendiera a la 6.ª posición y que le fuera adjudicada la etapa del Etna donde fue 2.º.
En julio corrió la Vuelta a Venezuela por el Gobernación del Zulia y en la única etapa de montaña de la carrera arribó 6.º, finalizando 9.º en la clasificación general.
En 2012 volvió a destacar en el Tour de Langkawi finalizando 2.º. Fue noveno en la Settimana Coppi e Bartali y quinto en el Giro del Trentino previo a la disputa del Giro de Italia, adonde llegaba como uno de los favoritos a estar en los primeros lugares. Pero en el Giro, Rujano no repitió la actuación del año anterior. No logró destacarse en la montaña y perdió varios minutos en la 15.ª etapa (más de 4) y en la 17.ª llegó a 34 minutos. Dos días después, en la 19.ª etapa, abandonó la carrera. Rujano declaró que desde varios días atrás no se sentía bien por un resfriado e incluso llegó a tener fiebre. Posteriormente la oficina de prensa del corredor emitió un comunicado donde dijo que Rujano había tenido una mononucleosis aguda.
La polémica con Savio estalló nuevamente, ya que el director afirmó que Rujano estaba muy lejos del espíritu del equipo y que los estudios de sangre no daban que tuviera la infección, pero sí que había estado expuesto a ella previamente e indicó que el cuadro clínico no era suficiente para ser retirado por el médico del equipo. Pocos días después, el director declaró que la nueva oportunidad que le había dado al reincorporarlo en 2011, se había terminado y el 31 de agosto Rujano quedó desvinculado del equipo.

### 2013: Sin Giro y retiro temporal
En octubre de 2012 se confirmó que Rujano llegaba al ciclismo de primera categoría al fichar por el Vacansoleil-DCM, equipo UCI ProTeam que le aseguraba la participación en el Giro de Italia 2013. Debutó en la formación holandesa en marzo en la Vuelta a Cataluña y luego preparó el Giro con carreras como la Vuelta al País Vasco, Flecha Valona, Lieja-Bastoña-Lieja y el Tour de Romandía. En ninguna tuvo el rendimiento esperado, aunque de igual forma Rujano sería el jefe de filas en el Giro. Pero a dos días del inicio, el Vacansoleil lo bajó del equipo debido a una investigación del diario italiano La Repubblica, donde se implica a Rujano en supuestos usos de productos dopantes. Rujano expresó que la investigación es del año 2009, año en que no corrió en Europa. Desde que se dio conocer esa noticia (en marzo), el Vacansoleil abrió una investigación interna, donde no había ninguna irregularidad por parte de Rujano. Sin embargo, debido la sombra de la sospecha decidió dejarlo fuera del Giro, "para conseguir un deporte creíble".
En junio anunció su retirada del ciclismo profesional a pesar de haber conseguido pocos días antes el Campeonato de Venezuela de Contrarreloj, según expresó debido a «los problemas que tuvo y la falta de apoyo por parte de quienes rigen el ciclismo en el país». Su objetivo en los siguientes años según anunció, sería crear un equipo continental, aunque también podría ser que acabara dirigiendo a la Federación Venezolana de Ciclismo. Algunos meses después, Rujano reconsideró el retiro y volvió a las carreteras corriendo por el equipo Gobierno de Mérida-PDVSA la Vuelta al Táchira, finalizando en la 12.ª posición.
En marzo de 2014, fue fichado por el equipo colombiano Boyacá se Atreve.

### 2015: Creación de su equipo
En enero del 2015 y tras no poder concretar un contrato para su regreso a Europa, crea su propio equipo para correr la Vuelta al Táchira 2015. El equipo se llamaría Gobernación de Mérida - FundaRujano. Actualmente sigue con el equipo, aunque hubo rumores después de la Vuelta al Táchira de un posible regreso a Europa, el cual no se concretó. El equipo corrió su primera carrera internacional en la Vuelta a México 2015.

## Palmarés
| 2003 - 1 etapa del Clásico RCN 2004 - Vuelta al Táchira, más 2 etapas - 2.º en el Campeonato Panamericano en Contrarreloj 2005 - Vuelta al Táchira, más 3 etapas - 3.º en el Giro de Italia, más 1 etapa, clasificación de la montaña y premio de la combatividad - Campeonato de Venezuela Contrarreloj - Clásico Ciclístico Banfoandes, más 3 etapas 2007 - Campeonato de Venezuela Contrarreloj 2009 (como amateur) - 3 etapas de la Vuelta al Táchira - Campeonato de Venezuela Contrarreloj - Vuelta a Colombia, más 4 etapas - Vuelta a Venezuela, más 2 etapas - 2.º en el UCI America Tour | 2010 - Vuelta al Táchira, más 1 etapa - Tour de Langkawi, más 1 etapa - 1 etapa de la Vuelta a Venezuela (como amateur) - 1 etapa de la Vuelta a Colombia (como amateur) 2011 - 2 etapas del Giro de Italia 2013 - Campeonato de Venezuela Contrarreloj 2014 - 2.º en el Campeonato de Venezuela Contrarreloj 2015 (como amateur) - Vuelta al Táchira, más 1 etapa - 2.º en el Campeonato de Venezuela Contrarreloj |

## Resultados en Grandes Vueltas y Campeonatos del Mundo
Durante su carrera deportiva ha conseguido los siguientes puestos en las Grandes Vueltas y en los Campeonatos del Mundo en carretera:
| Carrera         | Carrera         | 2003 | 2004 | 2005 | 2006 | 2007 | 2008 | 2009 | 2010 | 2011 | 2012 | 2013 |
| --------------- | --------------- | ---- | ---- | ---- | ---- | ---- | ---- | ---- | ---- | ---- | ---- | ---- |
|                 | Giro de Italia  | —    | —    | 3.º  | Ab.  | —    | 49.º | —    | —    | 6.º  | Ab.  | —    |
|                 | Tour de Francia | —    | —    | —    | Ab.  | —    | —    | —    | —    | —    | —    | —    |
|                 | Vuelta a España | —    | —    | —    | —    | —    | —    | —    | —    | —    | —    | —    |
| Mundial en Ruta | Mundial en Ruta | —    | —    | —    | Ab.  | —    | 73.º | 50.º | —    | —    | —    | —    |

—: no participa

Ab.: abandono

## Equipos
- Selle Italia (2003-2006)[31]
  - Colombia-Selle Italia (2003-2005)
  - Selle Italia-Serramenti Diquigiovanni (2006)
- Quick Step Innergetic (2006)[32]
- Unibet.com (2007)
- Caisse d'Epargne (2008)
- Gobernación del Zulia (amateur) (2009)
- ISD-Neri (2010)[33]
- Gobernación del Zulia (amateur) (2010)
- Androni Giocattoli (2011-2012)
  - Androni Giocattoli (01.2011-04.2011)
  - Androni Giocattoli-CIPI (04.2011-12.2011)
  - Androni Giocattoli-Venezuela (2012)
- Vacansoleil-DCM Pro Cycling Team (2013)
- Boyacá se Atreve (amateur) (2014)
- Gobernación de Mérida - FundaRujano (amateur) (2015)